# Helferskirchen
Helferskirchen település Németországban, Rajna-vidék-Pfalz tartományban. Lakosainak száma 1223 fő (2023. december 31.).

## Népesség
A település népességének változása:
| Lakosok száma | 794  | 1195 | 1190 | 1198 | 1217 | 1223 |
|               | 1975 | 2017 | 2019 | 2021 | 2022 | 2023 |